# Platypepla arabella
Platypepla arabella är en fjärilsart som beskrevs av Edward P. Wiltshire 1983. Platypepla arabella ingår i släktet Platypepla och familjen mätare. Inga underarter finns listade i Catalogue of Life.